# Jakob Millard
Jakob Johann Friedrich Millard (auch James John Frederic Millard; * 8. August 1860 in Berlin; † 25. Mai 1938 in Wuppertal) war Prediger der Freien evangelischen Gemeinde Wesel und später als theologischer Lehrer einer der Mitbegründer der Predigerschule Wuppertal-Vohwinkel, Keimzelle der heutigen Theologischen Hochschule Ewersbach.

## Leben und Wirken
Jakob Millard war das jüngste Kind des baptistischen Predigerehepaares Edward (1822–1906) und Diederike Johanna, geborene Hoen (1823–1893). Sein Vater, ein bedeutender „Agent“ der Britischen und Ausländischen Bibelgesellschaft in Zentral- und Osteuropa, gilt als Pionier der baptistischen Bewegung in Österreich.
Jakob Millard war väterlicherseits britischer und mütterlicherseits niederländischer Herkunft. Er behielt zeitlebens seine britische Staatsbürgerschaft, was unter anderem dazu führte, dass er während des Ersten Weltkrieges als Angehöriger einer feindlichen Staatsmacht interniert wurde. Schon in jungen Jahren entschied er sich für die Christusnachfolge und ließ sich taufen. Seine geistliche Prägung empfing er vor allem im Elternhaus sowie durch die Wiener Baptistengemeinde. Im Jahr 1879 trat er in die Evangelische Predigerschule zu Basel ein, die erst drei Jahre zuvor ihre Pforten geöffnet hatte und bis 1915 existierte. Die Ausbildungsstätte, die von Einzelpersonen und Gruppierungen innerhalb der Erweckungsbewegung getragen wurde und Wert auf eine wissenschaftliche Arbeit legte, war in den 1890er Jahren besonderer Anziehungspunkt für Theologiestudenten, die sich später beim Aufbau des Bundes Freier evangelischer Gemeinden in Deutschland engagierten. Zu Millards Kommilitonen gehörte der blinde Eduard Riggenbach, mit dem ihn über das Studium hinaus eine große Freundschaft verband. Riggenbach avancierte später an der Universität Basel zum Professor für Biblische Wissenschaft. 1883 absolvierte Jakob Millard sein Studium mit dem theologischen Examen und trat im Anschluss seine erste Stelle als Hilfsprediger an. Wirkungsorte waren die Genfer Stadtmission und die Genfer Deutsche evangelische Kirche.

Das Vereinshaus der Freien evangelischen Gemeinde Vohwinkel (1893) - erste Unterrichtsstätte der Predigerschule

1886 übernahm Jakob Millard das Predigeramt der Freien evangelischen Gemeinde in Wesel. Danach folgte er einer Berufung der Bundesleitung der Freien evangelischen Gemeinden, die Leitung der im April 1912 eröffneten Predigerschule Vohwinkel (heute Wuppertal-Vohwinkel) zu übernehmen. Er folgte damit dem ersten Rektor Otto Schopf, der bereits Anfang 1913 während einer Evangelisationsreise im Elsässischen verstorben war. Die Predigerschule, an der Millard neben seiner Leitungsfunktion auch als Lehrer für Altes Testament und Hebräische Sprache tätig war, hatte mit sieben Schülern begonnen. Der erste Unterricht fand in den Räumlichkeiten des Vohwinkeler Gemeindehauses statt, das damals noch Vereinshaus genannt wurde. Nach dem Ersten Weltkrieg entwickelte sich unter der Leitung Millards die Zahl der Studierenden so stark, dass in den Jahren 1928/29 dem Vereinshaus gegenüber unter Einbeziehung der dort bereits bestehenden Bebauung ein neues Seminargebäude mit Klassenräumen und Wohnungen errichtet wurde. 1935 ging Jakob Millard in den Ruhestand, blieb aber bis zu seinem Tod der Ausbildungsstätte als Lehrer verbunden.
In den 25 Jahren seiner Tätigkeit als Leiter und Lehrer der Predigerschule prägte Millard viele Jahrgänge von Predigern des Bundes Freier evangelischer Gemeinden sowie von Missionaren der Allianz-Mission Barmen. Das blieb nicht ohne Wirkung auf den Bund, wo heute noch Spuren seines Wirkens erkennbar sind. In einer Schrift des Bundesverlages Witten heißt es: „Jakob Millard, fasste zusammen, was bis heute Konsens in den Gemeinden ist: Wir glauben an die Inspiration der ganzen Heiligen Schrift, aber wir glauben nicht an ein bestimmtes Inspirationsdogma.“
Jakob Millard war seit 24. Juni 1884 mit der in London geborenen Schweizerin Mary Hofer (* 6. November 1861; † 27. April 1928) verheiratet. Aus der Ehe gingen vier Töchter und drei Söhne hervor: Hannah Jessie (1886–1937), Edward Louis James (1887–1905), Theodor Ernst (1891–1987), Heinrich Nataniel Benjafield (1892–1969), Diederika Jane (1897–1967), Maria Annie Jessie (1898–1901) und Jessie Helene Elisabeth (1899–1973). Jakob und Mary Millard wurden auf dem Vohwinkeler Evangelischen Friedhof an der Ehrenhainstraße bestattet.